# Panna (anatomi)

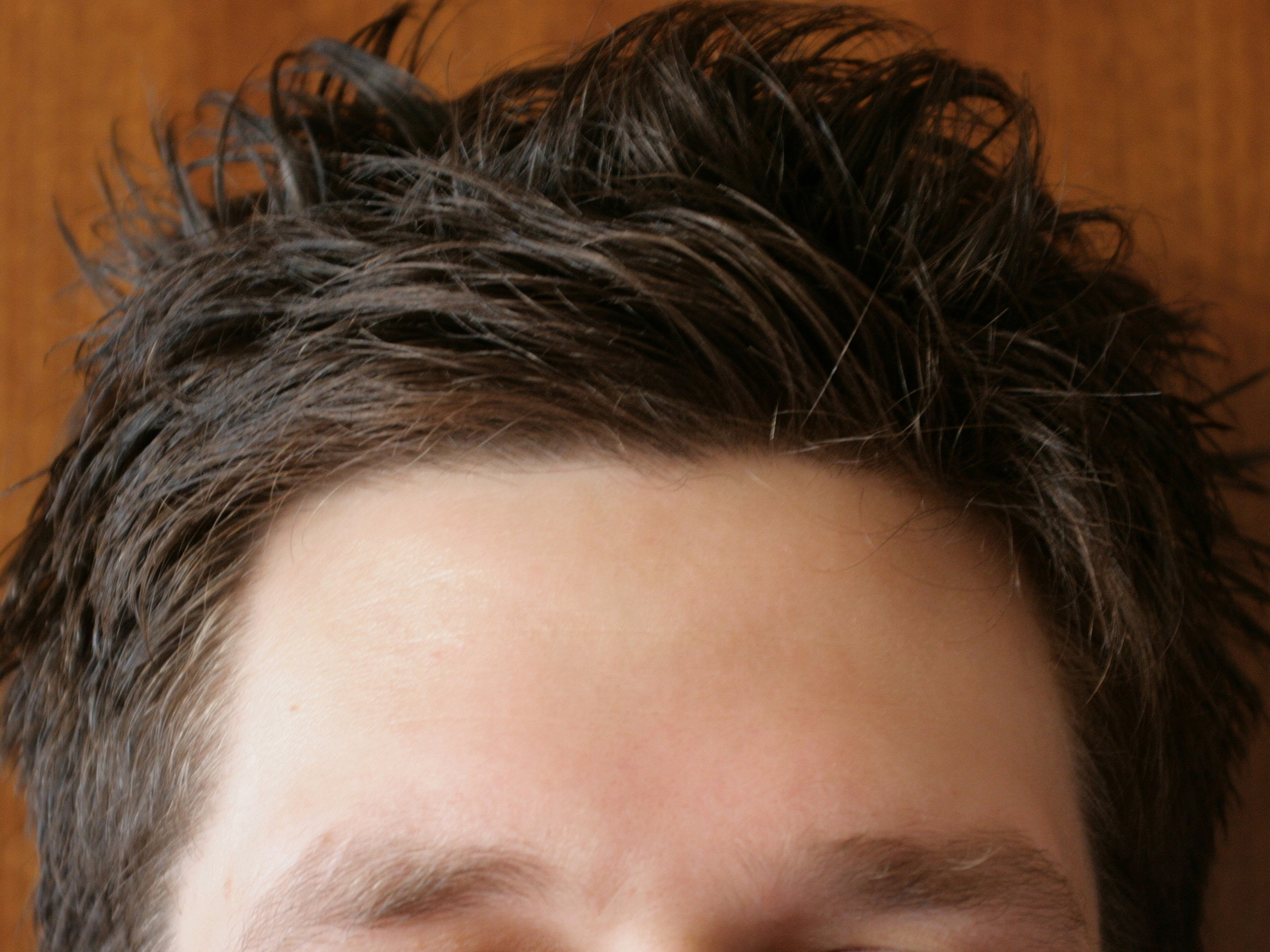
Panna

Pannan är den övre främre delen av huvudet på en människa eller ett djur. Den sträcker sig i höjdled från ögonbrynsbågen till hårfästet, och i sidled mellan höger och vänster Linea temporalis, som är en benkant på sidan av skallen. Innanför pannan ligger pannbenet.